# Seltenbach (Wiese)
Das Seltenbach ist ein gut 850 m langer Bach des Südschwarzwaldes im baden-württembergischen Landkreis Lörrach. Er entspringt am Nordhang des Hasenhorns und mündet in Todtnau in die Wiese.

## Geographie

### Verlauf
Der Seltenbach entspringt am Nordhang des Hasenhorns auf etwa 928 m ü. NHN knapp oberhalb des Rodelbahnwegs. Von dort an fließt er in bewaldetem Gebiet östlich der Sommerrodelbahn in südsüdwestlicher Richtung sein schwach ausgebildetes Tal hinab und markiert die Grenze zwischen dem Gewann Florinshütte auf der westlichen Seite und im Osten zunächst dem Gewann Stützle, dann dem Seltenbacher Mättle und schließlich dem Distrikt Stützle. Im untersten Bereich der Rodelbahn wird diese gequert und dann die Wohnbebauung von Todtnau erreicht. Hier fließt der Seltenbach verdolt unter der Lindenstraße und der Bundesstraße 317, ehe er beim Abzweig Friedrichstraße auf etwa 645 m ü. NHN von links und Südosten in die Wiese mündet.
Der gut 850 m lange Lauf des Seltenbachs endet knapp 280 Höhenmeter unterhalb seiner Quelle, er hat somit ein mittleres Sohlgefälle von etwa 33 %.

### Einzugsgebiet
Das naturräumlich zum Südschwarzwald gehörende Einzugsgebiet ist knapp 0,7 km² groß und liegt vollständig im Gemeindegebiet der Stadt Todtnau. Der höchste Punkt des Einzugsgebiets liegt im Süden auf dem Gipfel des Hasenhorns auf 1155,8 m ü. NHN. 
Die Einzugsgebiete der folgenden Nachbargewässer grenzen an:
- Das im Norden und Nordosten angrenzende Gebiet entwässert die Wiese selbst;
- im Osten wird das Einzugsgebiet des Maustobels tangiert, der oberhalb in die Wiese mündet;
- jenseits der südöstlichen Wasserscheide entwässert der Gisibodenbach, der über den Prägbach in die Wiese fließt;
- im Süden konkurriert das Grünbächle, das weiter unterhalb des Seltenbachs in die Wiese mündet;
- im Westen fließt ein namenloser Wiesenauenbach direkt unterhalb in die Wiese.

### Zuflüsse
Auf der amtlichen Gewässerkarte sind keine Zuflüsse verzeichnet. 

### Flusssystem Wiese
- Fließgewässer im Flusssystem Wiese

## Hinweis
Im Stadtgebiet von Todtnau gibt es knapp drei Kilometer nordöstlich einen Bach mit dem Namen Seltenbächle der in Todtnau-Brandenberg ebenfalls von links in die Wiese mündet.